# غابرييل موبيك
غابرييل موبيك (20 أغسطس 1997 في البرازيل – )؛ هو لاعب كرة قدم يلعب كمهاجم.

## وصلات خارجية
- غابرييل موبيك على موقع رابطة كرة القدم اليابانية للمحترفين (اليابانية)
- غابرييل موبيك على موقع قاعدة بيانات كرة القدم.إي يو (الإنجليزية)
- غابرييل موبيك على موقع Soccerway.com (الإنجليزية)
- غابرييل موبيك على موقع عالم كرة القدم.نت (الإنجليزية)